# RIM-161 스탠더드 미사일 3

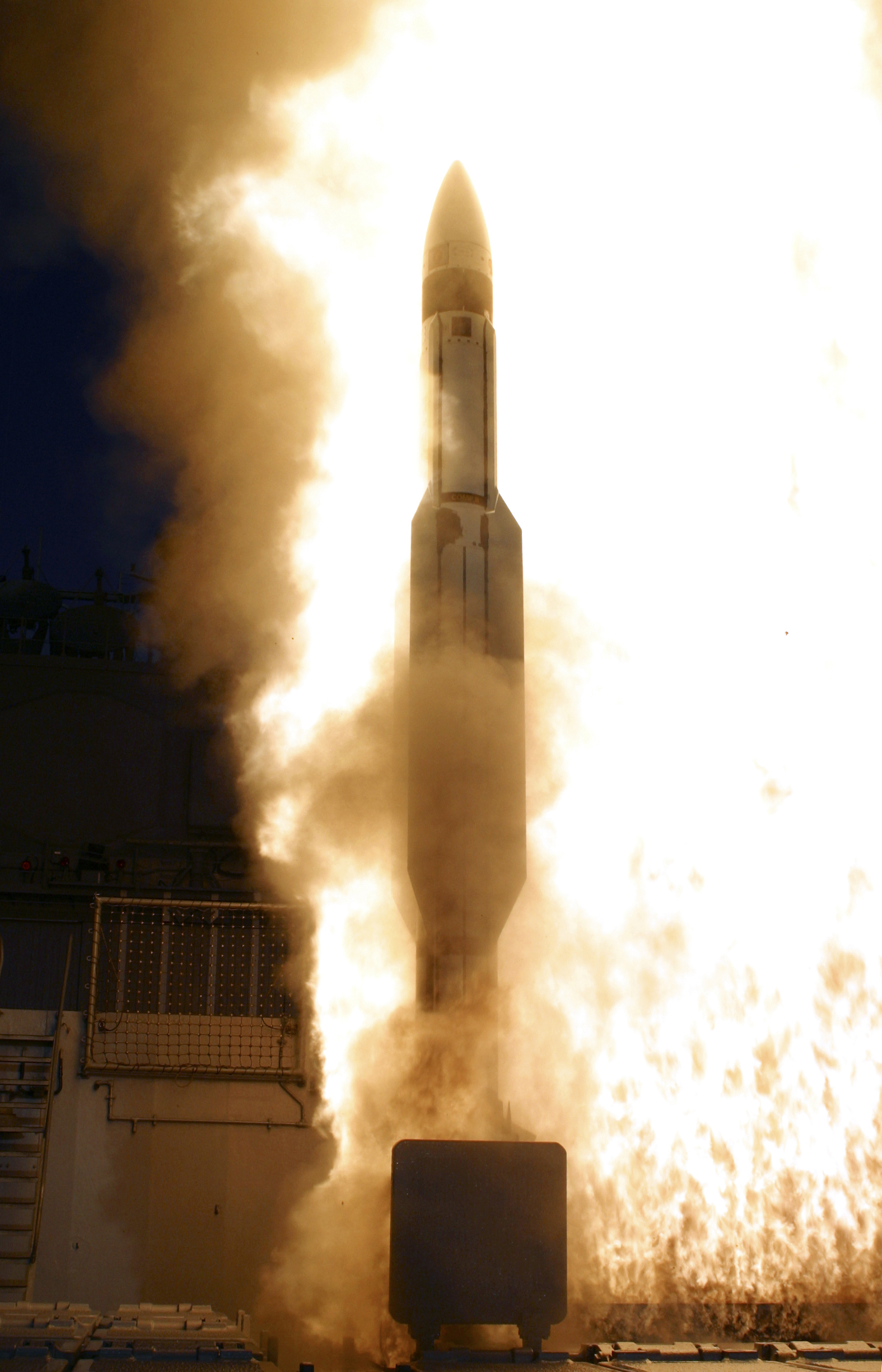
2003년 12월 11일, 이지스 순양함 USS Lake Erie (CG 70)에서 SM-3 미사일이 시험발사되고 있다. 적의 중거리 탄도 미사일을 요격하는 이지스 BMDS 실험이었다. 하와이의 Kauai에서 발사된, 초속 3.7 킬로미터로 날아오는 탄도 미사일을 요격했다. 요격된 지점은 Kauai에서 수백 킬로미터 떨어진, 고도 137 킬로미터 상공이었다. 4번째 요격실험의 성공이었다.

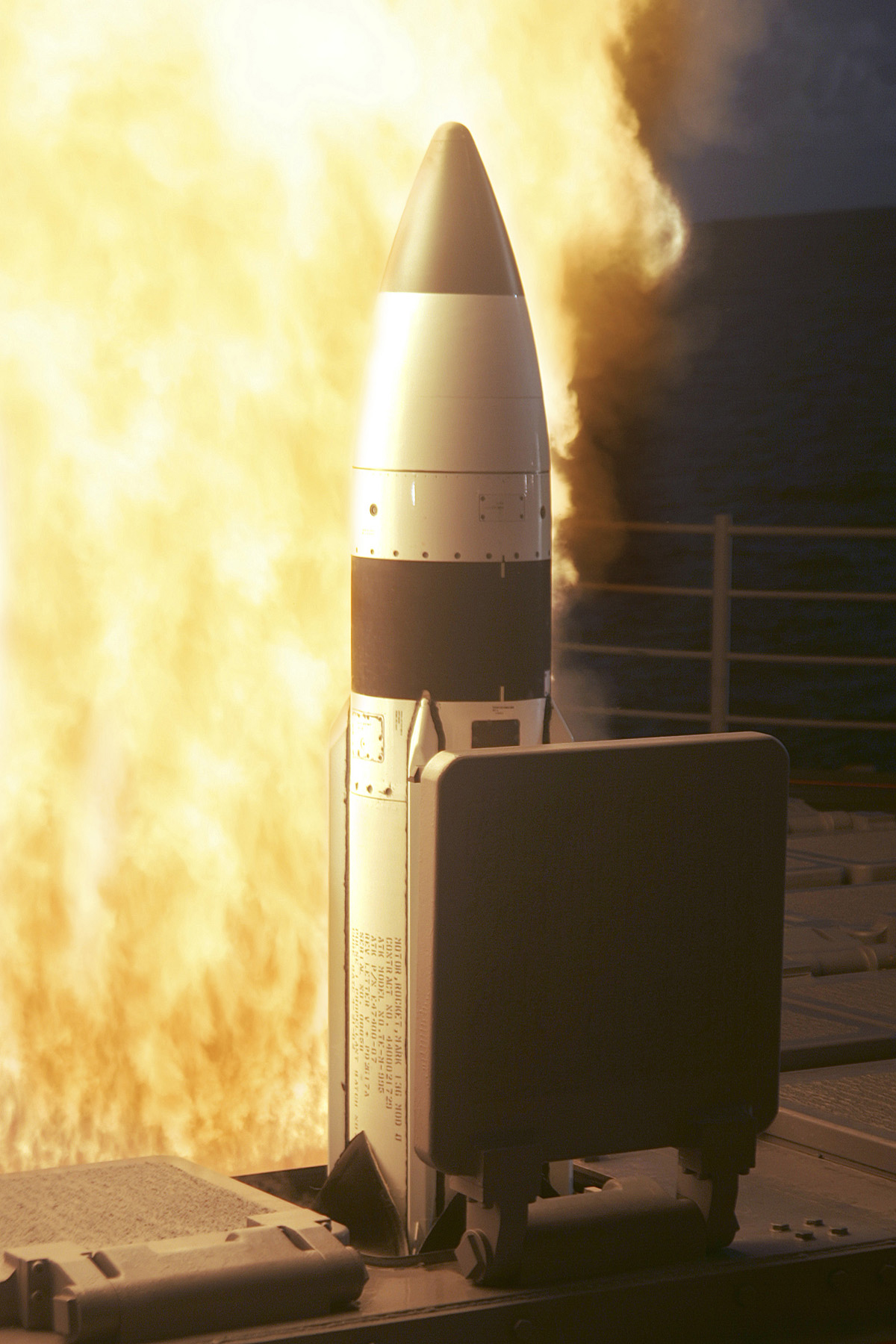
2005년 11월 17일, 진주만의 이지스 순양함 Lake Erie (CG-70)에서 시험발사되고 있는 SM-3 미사일. 7번째 비행실험이며, 6번째 요격실험이었다. 다탄두 탄도미사일 요격실험이었다. 이전의 요격실험들은 모두 단일 탄두 탄도 미사일 요격실험이었다.

RIM-161 스탠더드 미사일 3는 RIM-66 스탠더드의 개량형이다. 주 역할은 탄도 미사일을 공중 요격하는 미사일 방어 체계다. 블록 IA 까지는 미국이 독자 개발을 해왔고 이후로는 미국과 일본이 공동으로 개발하였다. SM-3는 주로 이지스급 구축함에 탑재되어 교전국 또는 적성국의 핵미사일을 요격하는 임무를 맡는다.

## 역사
2018년 9월 11일, 미국 미사일 방어청의 지원을 받은 日해상자위대 이지스 구축함 아타고함이 하와이 카와이 섬 기지에서 발사한 모의 탄도미사일을 이지스 체계로 포착한 뒤 추적, 탑재한 SM-3 블록 IB TU 요격 미사일로 파괴하는데 성공했다.
2019년 1월, 미국 국방부는 새로운 미사일 방어 전략을 발표했다. 북한의 ICBM 위협에 대응하기 위해 기존 지상배치형 GBI 미사일에 더해 해상배치형인 SM3블록2A를 운용할 계획이라고 밝혔다. 그동안 미국과 일본은 SM3블록2A로 IRBM 요격 훈련만 해왔다.

## 파생형
RIM-161A SM-3 블록 I개발형 버전. SM-2ER 블록 IVA 동체와 엔진을 그대로 사용했다. 3단 고체연료, GPS/INS 유도, LEAP 키네틱 탄두(폭발하지 않는 히트 투 킬 방식)
RIM-161B SM-3 블록 IA1 컬러 적외선 시커, 속도고정 방향전환 시스템(SDACS)
RIM-161C SM-3 블록 IB2009년 7월 13일 설계, 2 컬러 적외선 시커, 속도가변 방향전환 시스템(TDACS), 최신 신호처리기
RIM-161D SM-3 블록 II고속 키네틱 탄두, 1단 직경 21 인치 (530 mm)
SM-3 블록 IIA고속방향전환 키네틱 탄두, 최신형 시커

## ICBM 킬러
미국 의회는 2018회계연도 국방수권법 제1680조에, 미사일방어청이 2020년 12월 31일까지 SM-3 블록 2A로 북한 ICBM 요격시험을 실시하고, 국방장관이 시험 실시 후 120일 이내에 결과를 의회에 보고하도록 규정했다.
2020년 11월 17일, 미국 미사일방어국(MDA)은 마셜제도 소재 미 탄도미사일 시험장에서 북한이 ICBM을 발사한 것으로 가정하고 USS 존 핀(DDG-113) 구축함의 SM-3 블록 2A 미사일로 요격하는 시험에 성공했다.
SM-3 블록 2A는 2500km급 사거리와 1500km급 요격 고도를 지녀 탄도미사일은 물론 저궤도 인공위성까지 요격할 수 있다.
FTM-44로 명명된 이번 시험은 하와이를 ICBM 공격에서 보호하는 시나리오하에 진행됐다.
MDA에 따르면 미 동부 시간으로 17일 0시 50분 남태평양 마셜제도에 있는 콰잘레인 환초의 로널드 레이건 탄도미사일 방어시험장에서 모의 ICBM이 하와이 북동쪽 해역을 향해 발사됐다. 존 핀 구축함은 ICBM의 궤적을 분석한 뒤 ‘SM-3 블록 2A’를 발사해 우주 공간에서 격추했다. en:Ronald Reagan Ballistic Missile Defense Test Site
SM-3 블록 2A는 미국 레이시온과 일본 미쓰비시중공업이 공동 개발했다. SM-3 블록 2A는 미국이 알래스카와 캘리포니아에 배치한 지상기반요격체계(GBI)와 함께 적의 ICBM이 미국 본토에 도착하기 전 요격하는 수단이다. 최대 사거리는 2200km, 최고요격고도는 1000km에 달한다. 참고로 국제우주정거장(ISS)이 지구를 선회하는 고도가 340~430km다.
1발당 가격이 200억 원 이상으로 예상된다.

## 도입

### 미국
2013년 2월, 인공위성이 추적한 데이터를 사용해서 SM-3가 IRBM 목표물을 요격하는데 최초로 성공했다. 2014년 4월 23일, 레이시온은 미국 해군과 미사일 방어청이 SM-3 블록 1B 미사일을 실전배치했다고 발표했다. 이란의 미사일로부터 유럽을 방어할 것이다. 미국은 한 발에 300억원 한다는 SM-3 블록 2A만 350여기 이상 배치할 계획이다. 2008년 2월 14일, 북태평양의 이지스함 3척 중에서 발사된 SM-3 미사일이 고도 240 km에서 비행중인 미국 USA-193 정찰위성을 요격할 것이라고 발표했다. USA-193은 무게 2.3톤의 SAR 정찰위성이다. 위성이 고장났는데, 대기권 재진입을 하기 직전에 요격될 것이다. 2월 21일 03:26 UTC, 타이콘데로가급 이지스 순양함인 USS 레이크 에리 (CG-70)에서 SM-3 미사일 한 발을 발사했다. 247 km 상공에서 36,667 km/h(마하 29.95)의 속도로 비행중인 USA-193 정찰위성을 요격하는데 성공했다.

### 일본
2018년 7월 30일, 오노데라 이쓰노리 방위상은 "LMSSR 레이다를 탑재할 경우 이지스 어쇼어 한 기 가격은 천 340억엔(1조 3485억원)이 될 것"이라고 말했다. 록히드 마틴 최신예 레이다인 장거리 식별 레이다(LMSSR, LRDR)는 해상 자위대의 이지스함에 탑재된 레이다 보다 2배의 탐지거리를 갖는다. 아키타현, 야마가타현에 1기씩 배치할 계획이다.

### 대한민국
2017년 6월, 합동참모본부에서 SM-3 도입 검토 여부를 결정했다. 9월 7일, 송영무 국방장관이 북한의 핵·미사일 위협에 대응해 사드보다 사거리와 요격 고도가 훨씬 높은 SM-3 대공미사일 도입을 검토하겠다는 입장을 밝혔다. 현재 북한이 MRBM 이상의 로켓을 고각으로 사격할 경우 종점거리가 짧은 한반도 특성상 사드만으로는 요격기회가 많지 않을 수 있다. 그에반해 SM-3는 지구 저궤도의 물체를 요격 범위에 두고 있다. 북한의 주요 미사일기지에서 한국의 주요지역은 500 km 정도의 거리밖에 되지 않아서 SRBM 공격이 주로 예상되지만, 패트리어트, 사드가 SRBM 전용 요격 미사일이라서, 방어 체제가 잘 갖춰져있다. 따라서 북한이 MRBM, IRBM을 고각발사해 한국을 핵공격할 경우, 패트리어트, 사드는 MRBM, IRBM이 너무 고속이라서, 요격이 불가능하다. 오직 SM-3만이 MRBM, IRBM 요격을 할 수 있다. 물론 북한이 화성 14호, 화성 15호와 같은 ICBM을 고각발사해 남한을 공격할 수도 있다. 그러나, ICBM은 현재 미국, 러시아도 요격수단이 없다. 트럼프 행정부는 북한의 완전한 비핵화를 요구하지만, 1차적으로는 전세계에 요격수단이 없다는 ICBM 제거를 우선 요구하고 있다. 따라서, 북한의 ICBM이 제거될 경우, 한국은 SM-3를 조기에 도입해 IRBM까지만 잘 막으면, 핵공격의 위협이 대부분 줄어들거나 사라진다. 북한의 IRBM 위협에 대해서는, 일본도 한국과 같은 입장이다.

## 갤러리

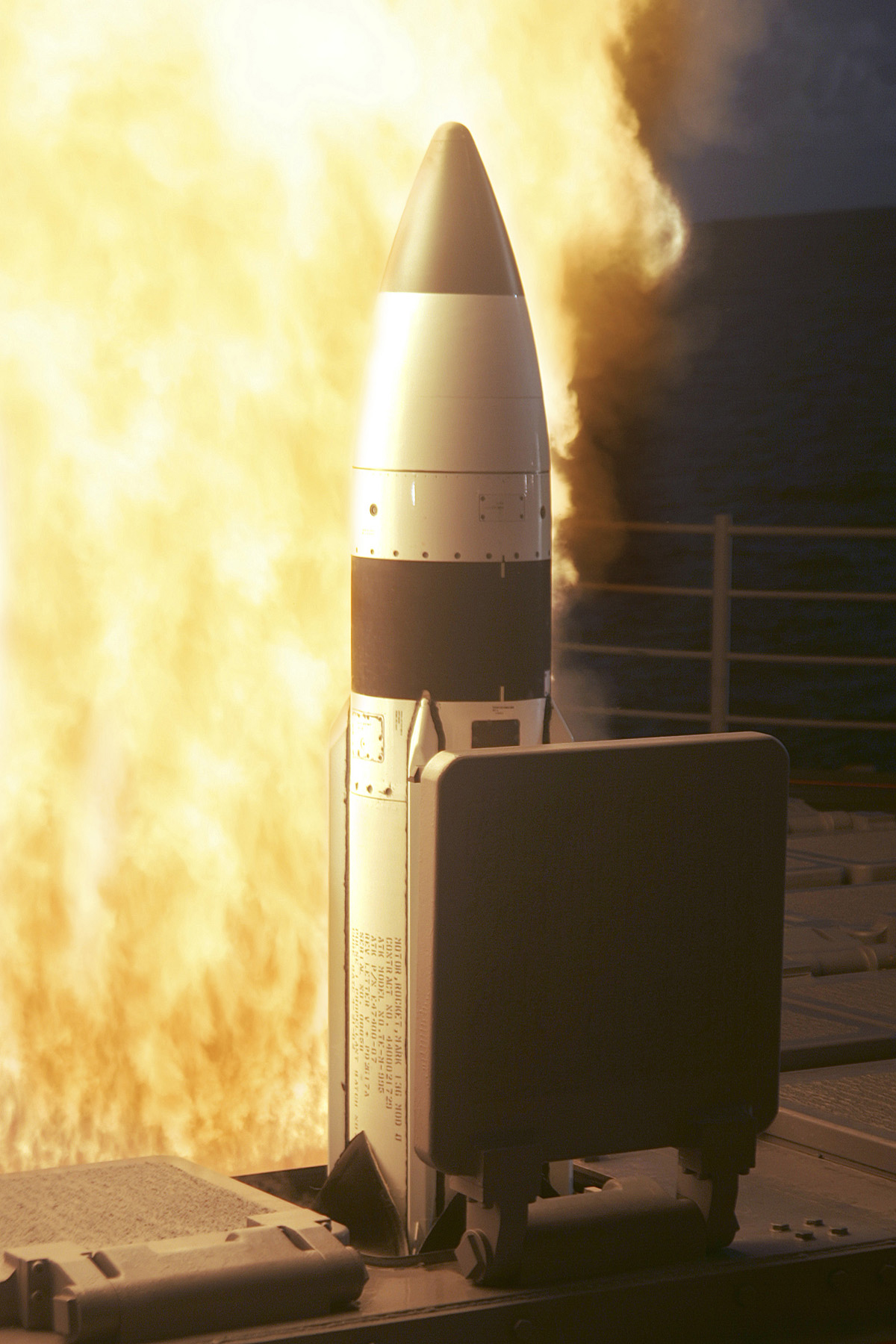
SM-3 launch from the USS Lake Erie, 2005
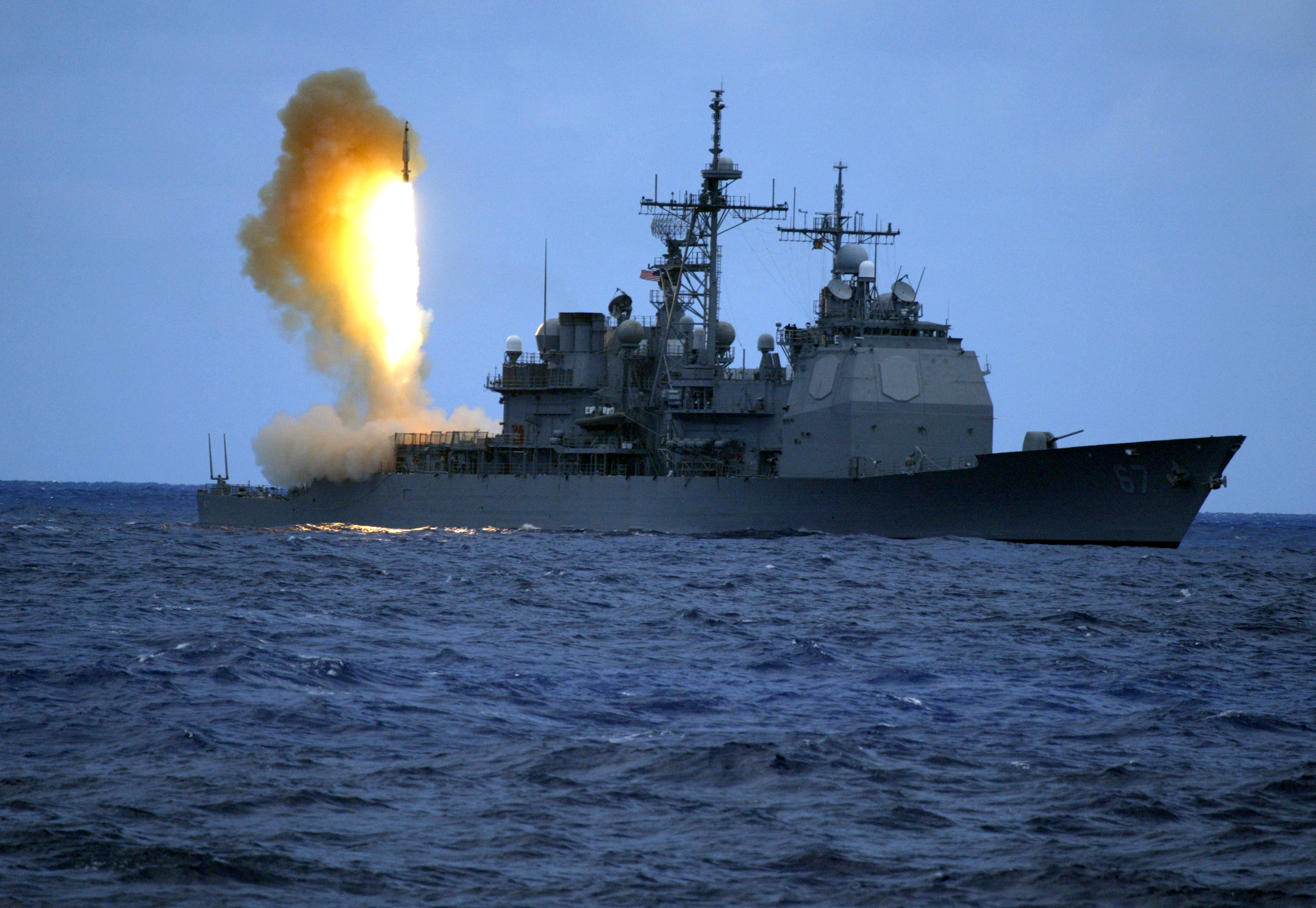
SM-3 launch from the USS Shiloh, 2006
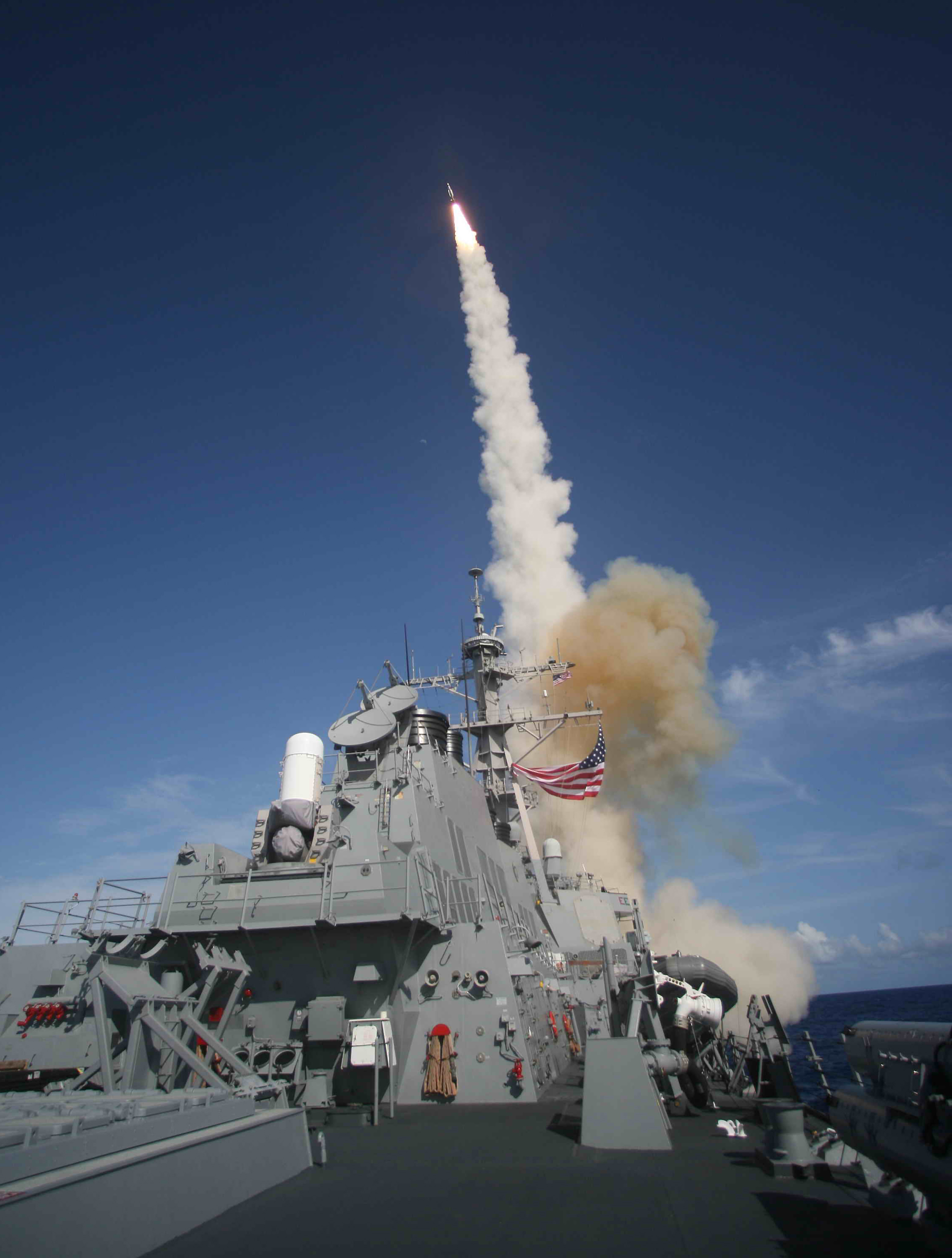
SM-3 climb from the USS Decatur, 2007
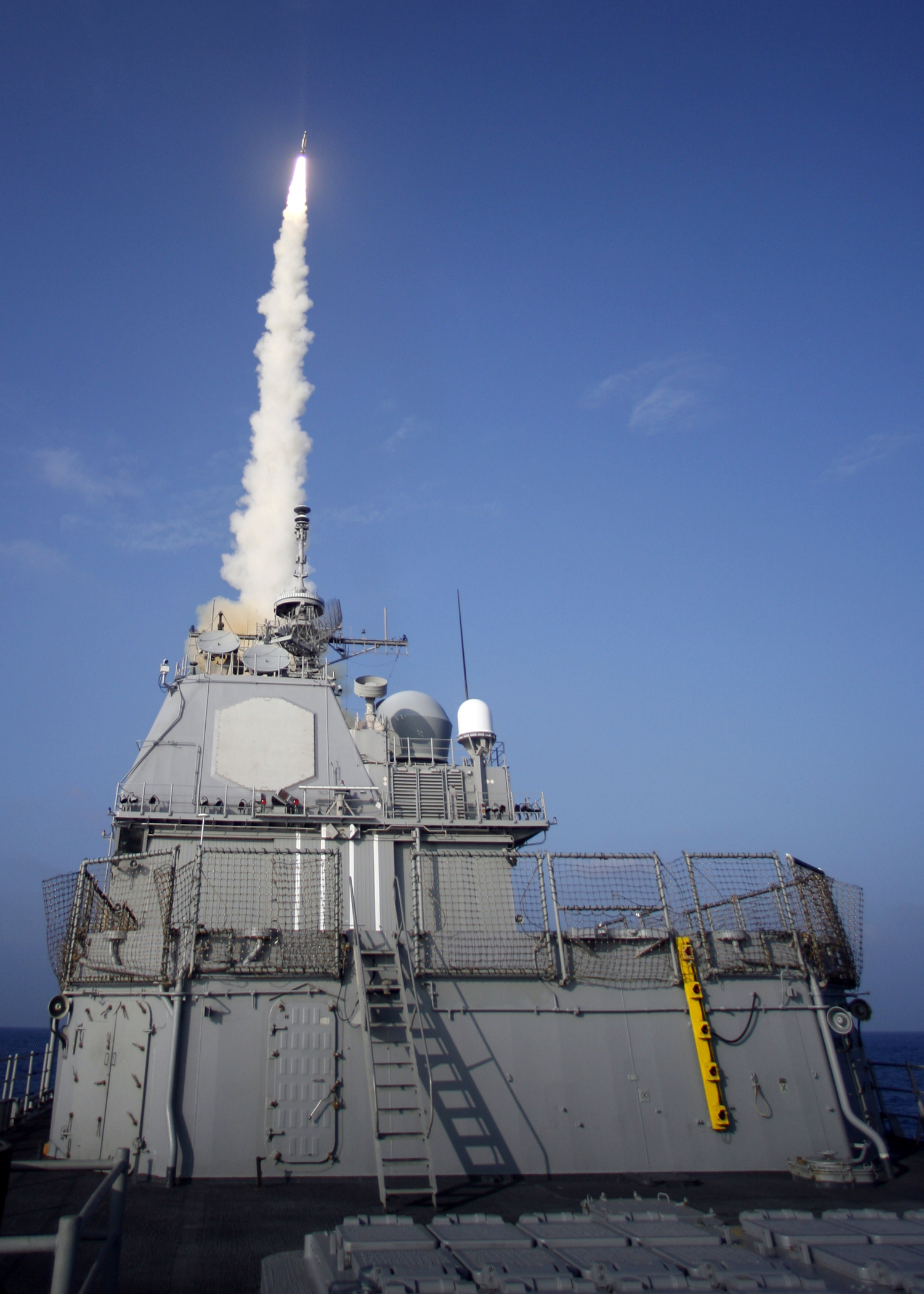
SM-3 climb from the USS Lake Erie, 2008

## 제원
- 미사일 중량 : 1,500kg (1.5톤)
- 길이 : 6.55m
- 직경 : 343mm(초기형), 533mm(후기형).
- 날개폭: 1.57m
- 발사 장치: Mk 41 VLS
- 유도방식 : 중간단계 GPS 유도, 종말단계 반능동 레이다 유도
- 속도 : 마하 10 (초기형), 마하 15 (후기형).
- 사거리 : 700km (초기형), 2,500km (후기형)
- 요격고도 : 500km (초기형), 1,500km (후기형).

## 같이 보기
- 이지스 BMDS
- RIM-162 ESSM
- RIM-66 스탠더드
- RIM-67 스탠더드